# Сула (Курська область)
Сула (рос. Сула) — село в Великосолдатському районі Курської області Російської Федерації.
Населення становить 104 особи. Входить до складу муніципального утворення Нижньогридинська сільрада.

## Історія
Населений пункт розташований на території українського етнічного та культурного краю Східна Слобожанщина.
Від 2004 року входить до складу муніципального утворення Нижньогридинська сільрада.

## Населення
| 2002 | 2010 |
| ---- | ---- |
| 268  | ↘104 |